# John Cody (syndicaliste)
Pour les articles homonymes, voir Cody et John Cody.
John A. Cody (né le 17 juin 1921 à New York et mort le 4 avril 2001) est un leader syndical et racketteur célèbre new-yorkais. Il a été président de la section syndicale locale 282 des Teamsters de 1976 à 1984, période pendant laquelle il a recours aux grèves, à l' extorsion et à l'intimidation de la mafia pour plier les promoteurs à sa volonté, se forgeant ainsi une réputation d'homme régnant par la terreur dans le secteur du bâtiment à New York.

## Biographie

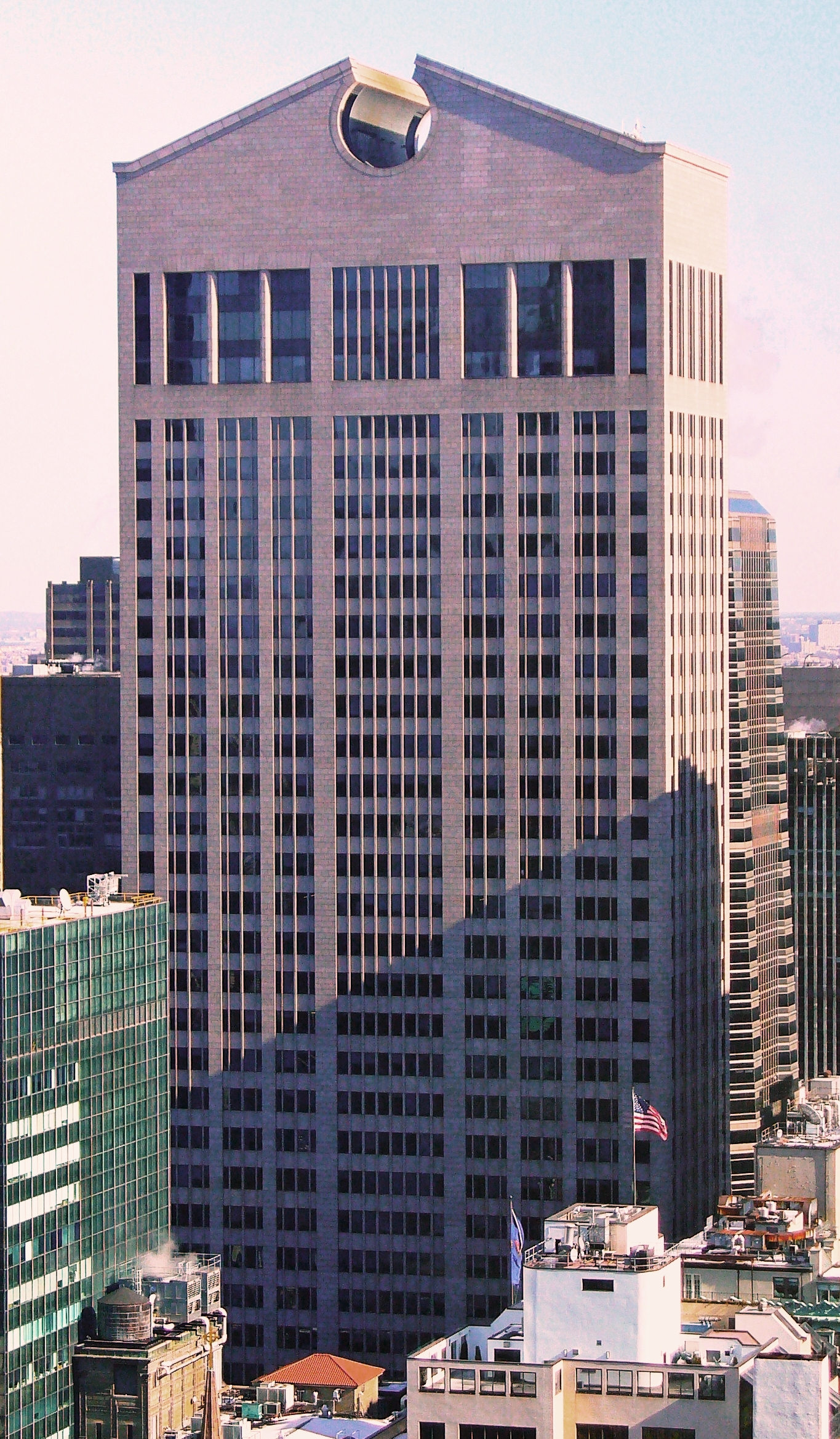
La tour AT&T sur Madison Avenue, construite entre 1980 et 1984 au maximum de la puissance du syndicaliste mafieux John Cody.

Né dans le quartier Hells Kitchen de Manhattan, il fait ses débuts adolescent dans le syndicat de transporteurs des Teamsters comme aide-camionneur payé 1 $ par jour. Vers l'âge de vingt ans, peu après la fin de la Seconde Guerre mondiale pendant laquelle il a servi dans le corps des marines, il est emprisonné pour vol à main armée .
Au sommet de sa carrière, Cody est considéré comme le « dirigeant syndical le plus puissant de l'industrie du bâtiment »[réf. nécessaire]. En 1982, les procureurs fédéraux le condamnent pour extorsion, à un moment où Cody est tellement craint par les ouvriers du bâtiment qu'ils lui construisent une maison sur la plage à South Hampton et lui fournissent des chauffeurs gratuitement. Cody a utilisé la mafia de New York pour intimider davantage les promoteurs, travaillant d'abord avec le clan mafieux Gambino, puis avec Paul Castellano Cody rembourserait au moins 200 000 dollars par an à la mafia et a également été reconnu coupable d'avoir accordé un prêt de 2 millions de dollars à des gangsters de Chicago.
Cody est chargé de la livraison du ciment et des matériaux de construction de pratiquement tous les grands chantiers de Manhattan du milieu des années 1970 au milieu des années 1980. Tom Galvin, le directeur de l'exploitation de la Battery Park City Authority, l'agence ayant supervisé la construction de Gateway Plaza, déclare : « LeFrak n'a pas contourné John Cody. Personne ne l'a fait » (Sam LeFrak était le promoteur du Gateway Plaza). John Cody aurait rajouté des millions de dollars aux coûts du Gateway Plaza. Sur le chantier du building AT&T, Cody accuse les ouvriers noirs d'avoir créé des conditions de travail dangereuses afin de garantir des emplois aux ouvriers syndiqués. Il oblige les entrepreneurs à engager des travailleurs syndiqués supplémentaires équipés de talkies-walkies nécessaires sur le chantier selon lui pour garantir des conditions de travail sécurisées Cody menace de déclencher une grève si les promoteurs ne se conforment pas à ses demandes, et compte tenu des coûts énormes d'une grève éventuelle, les promoteurs capitulent le plus souvent.
Cody était connu pour sa prudence, notamment en installant des dispositifs anti-détection dans ses téléphones et en soumettant les personnes qu'il invitait chez lui à une fouille pour découvrir d'éventuels mouchards. En conséquence, les procureurs fédéraux le considéraient comme un « cas difficile ». Cependant, Cody est finalement condamné à la prison pour racket et Robert Sasso, le trésorier de la section 282, y prend le pouvoir. Dans ce que les procureurs fédéraux ont décrit comme une « tentative désespérée » de reprendre le pouvoir, Cody engage un ancien détenu pour assassiner Sasso. Le détenu est en fait un informateur du FBI qui enregistre des conversations sur la préparation du meurtre, où l'on entend notamment Cody discuter « des mérites relatifs des explosifs et des armes à feu avec un silencieux » pour assassiner Sasso. Cela vaut à Cody de retourner en prison pour tentative de meurtre.
Il meurt de la maladie d'Alzheimer en 2001, à l'âge de 79 ans.